# Franz Waider
Franz Waider (* 9. Januar 1931 in Velbert; † 7. Dezember 1983) war ein deutscher Politiker (SPD). Er war sowohl Abgeordneter im Landtag von Nordrhein-Westfalen, als auch Bürgermeister der Stadt Velbert.

## Leben
Waider absolvierte nach dem Besuch der Volksschule die Berufsschule und machte bis 1962 eine Lehre als Werkzeugmacher. Ab 1962 war er Geschäftsführer und Vorstandsmitglied der Bau- und Siedlungsgenossenschaft Niederberg in Velbert. Bereits von 1946 bis 1962 war er Mitglied der IG Metall gewesen, nachdem er für die Bau- und Siedlungsgenossenschaft tätig war, trat er 1962 der Gewerkschaft Handel, Banken und Versicherungen bei.

## Politik
Waider trat 1953 der SPD bei und war ab 1963 Mitglied des Vorstandes des Velberter Ortsvereins. Ab 1968 gehörte er dem Unterbezirksvorstand an. Im Jahr 1956 wurde er Mitglied des Rates der Stadt Velbert und von 1961 bis 1963 und nochmals von 1964 bis 1967 war er stellvertretender Bürgermeister der Stadt Velbert. Anschließend war er von 1967 bis 1969 Bürgermeister der Stadt Velbert. Fraktionsvorsitzender der SPD im Rat der Stadt Velbert war er bis 1964 und erneut ab 1969. Den Rat verließ er, nachdem er durch ein Direktmandat in der 7. Wahlperiode im Wahlkreis 061 Düsseldorf-Mettmann II in den Landtag von Nordrhein-Westfalen gewählt worden war. Diesem gehörte er vom 26. Juli 1970 bis zum 27. Mai 1975 an.

## Weblink
- Franz Waider beim Landtag Nordrhein-Westfalen

| Personendaten    | Personendaten                  |
| ---------------- | ------------------------------ |
| NAME             | Waider, Franz                  |
| KURZBESCHREIBUNG | deutscher Politiker (SPD), MdL |
| GEBURTSDATUM     | 9. Januar 1931                 |
| GEBURTSORT       | Velbert                        |
| STERBEDATUM      | 7. Dezember 1983               |